# Bromley F.C.
Bromley Football Club – angielski klub piłki nożnej z siedzibą w Bromley (Wielki Londyn), założony w 1892 roku. Obecnie występuje w League Two.

## Stadion
Bromley swoje mecze domowe rozgrywa na stadionie Hayes Lane, którego pojemność wynosi 5,150 miejsc z czego 1606 to miejsca siedzące. Obiekt został zbudowany w 1938 roku.

## Sukcesy

### Rozgrywki ligowe
- National League (5 poziom rozgrywkowy)
  - Zwycięzcy baraży: 2023/24
- Conference South (6 poziom rozgrywkowy)
  - Mistrzowie: 2014/15
- Isthmian League
  - Mistrzowie: 1908/09, 1909/10, 1953/54, 1960/61
- Athenian League
  - Mistrzowie: 1922/23, 1948/49, 1950/51
- Spartan League
  - Mistrzowie: 1907/08
- London League (Drugi Poziom)
  - Mistrzowie: 1896/97

### Rozgrywki pucharowe
- FA Trophy
  - Zwycięzcy: 2021/2022
- FA Amateur Cup
  - Zwycięzcy: 1910/11, 1937/38, 1948/49
- London Senior Cup
  - Zwycięzcy: 1909/10, 1945/46, 1950/51, 2002/03, 2012/13
- Kent Senior Cup
  - Zwycięzcy: 1949/50, 1976/77, 1991/92, 1996/97, 2005/06, 2006/07
- London Challenge Cup
  - Zwycięzcy: 1995/96
- Kent Floodlit Trophy
  - Zwycięzcy: 1978/79
- Kent Amateur Cup
  - Zwycięzcy: 1907/08, 1931/32, 1935/36, 1936/37, 1938/39, 1946/47, 1948/49, 1950/51, 1952/53, 1953/54, 1954/55, 1959/60[3]

## Obecny skład
Stan na 6 maja 2024
| Nr | Poz. | Piłkarz                                   |
| -- | ---- | ----------------------------------------- |
| 1  | BR   | Grant Smith                               |
| 2  | OB   | Callum Reynolds                           |
| 3  | OB   | Deji Elerewe                              |
| 4  | OB   | Ashley Charles                            |
| 6  | OB   | Sam Woods                                 |
| 7  | OB   | Josh Passley                              |
| 9  | NA   | Michael Cheek                             |
| 11 | NA   | Louis Dennis                              |
| 12 | PO   | Ryan Jones (Wypożyczony z Bristol Rovers) |
| 14 | PO   | Mitchel Bergkamp                          |
| 16 | OB   | Kamarl Grant (Wypożyczony z Millwall)     |
| 17 | OB   | Byron Webster (kapitan)                   |
| 18 | NA   | Corey Whitely                             |
| 20 | PO   | Jude Arthurs                              |
| 21 | PO   | James Vennings                            |

| Nr | Poz. | Piłkarz                                       |
| -- | ---- | --------------------------------------------- |
| 23 | OB   | Besart Topalloj                               |
| 27 | PO   | Tate Campbell (Wypożyczony z Birmingham City) |
| 28 | NA   | Ben Krauhaus (Wypożyczony z Brentford F.C.)   |
| 29 | NA   | Olufela Olomola                               |
| 30 | OB   | Idris Odutayo                                 |
| 31 | BR   | Kacper Orłowski                               |
| 40 | NA   | Myles Weston                                  |
| 41 | BR   | Lewis Thomas (Wypożyczony z Bristol City)     |
| 41 | NA   | Levi Amantchi                                 |
| 42 | PO   | Will Davies (Wypożyczony z York City)         |
|    | NA   | Adam Marriott                                 |
|    | OB   | Alex Kirk (Wypożyczony z Arsenal)             |
|    | NA   | Kido Taylor-Hart (Wypożyczony z Arsenal)      |
|    | PO   | Marcus Sablier                                |
|    | BR   | David Aziaya                                  |